# Happy Sunday ココSmile
『Happy Sunday ココSmile』（ハッピー サンデー ココスマイル）は、2009年4月4日から2011年3月27日までくまもと県民テレビで放送されていた情報番組。略称「ココスマ」。放送開始から2010年3月までは『Happy空間三年坂 ココSmile』というタイトルで放送されていた。番組終了時の放送時間は毎週日曜日 10:30 - 11:25 （JST）。

## 概要
熊本県内のグルメ情報・ファッション情報・行楽情報など、地域のトレンド情報を取り上げていた情報番組である。この他に、就職活動の応援企画や新社会人をテーマにした企画など、熊本の若者を応援する企画も実施していた。
本番組は収録番組で、熊本市にある商業施設「カリーノ下通」内の蔦屋書店熊本三年坂のイベントスペースで週に1回（毎週水曜日）番組の公開収録が行われていた。公開収録には、番組MCの田中洋平とKKTアナウンサーの畑中香保里のほか、番組レギュラーの古澤栄基と広崎みさのいずれか1人が加わっていた（2009年10月からは、毎週4人全員が公開収録に参加していた）。
本番組は取材VTRも含めて全てハイビジョン制作となっており、アナログ放送ではレターボックス形式（画面の上下に黒帯が付く）で放送されていた。ただし、ピラーボックス化したのは2009年6月6日放送分からである。

### 2009年秋の改編
放送開始から半年間は土曜日 11:35 - 12:00に放送されていたが、2009年秋の改編で放送日時が日曜日 11:45 - 12:30に変更。同時に放送時間も20分拡大されて45分番組になった。放送時間の拡大によって新コーナーの「素敵ジョシへの道」などがスタートし、同時にスタジオセットも変更された。

### 2010年春の改編
さらにそれから半年後の2010年4月4日、番組タイトルが『Happy Sunday ココSmile』に変更された。また、放送時間が1時間15分前倒しの10:30 - 11:25になり、放送時間も10分拡大されて55分番組になった。「ココスマ調査隊」などの新しいコーナーや企画がスタートし、新たに8名のレギュラー出演者が起用された。

## 番組終了時の出演者

### MC
- 田中洋平
- 畑中香保里（KKTアナウンサー）

### リポーター
- 古澤栄基
- 広崎みさ
- 片岡安美（茨城ゴールデンゴールズ・片岡安祐美の妹）
- 村上恵
- 加納麻衣（元RKKラジオミミーキャスター）
- アユミ
- KAYO
- アキラ
- ウタズキ
- えみりィー

### ナレーター
- 緒方仁深 - 稀にリポーターとして番組出演することもあった。
- 奥田圭 - 「ウタ旅」のナレーションを担当。

## 途中降板した出演者

### リポーター
- 浅尾真紀 - 「阿蘇の時間」を担当。2009年4月から同年9月まで出演。
- 高橋クミ - 「阿蘇の時間」を担当。2009年10月から2010年3月まで出演。
- マーガリン - 「マーガリンの教えてクマモトGourmet」を担当。2009年4月から2010年3月まで出演。

## 番組終了時のコーナー

### 毎週放送
- ココランキング - 蔦屋書店でのレンタルDVD、セルCD、本およびSOHOでの雑貨のランキングを紹介するコーナー。ランキングされるものは放送日によって異なっていた。
- ココベスト - 番組宛に寄せられたデジタルカメラや携帯電話で撮影した不思議な光景、面白い風景やスクープ写真などを紹介する視聴者投稿コーナー。
- ホットホットくまもと - 熊本の旬の話題を届けるコーナー。
- 素敵ジョシへの道 - 畑中が素敵な女性を目指すためにさまざまな事に挑戦するコーナー。
- ココスマ調査隊 - 毎週気になるテーマをひとつ選び、熊本市内の繁華街での街頭インタビューによって調査するコーナー。村上恵が担当。
- BABY SMILE - 妊娠や出産に関する情報を紹介するコーナー。協力は熊本市新町の福田病院。2009年11月8日にスタート。えみりィーが担当。
- ココスポ! - 熊本のスポーツアスリートを応援するコーナー。2010年4月4日にスタート。古澤栄基、片岡安美の2人が担当。

### 隔週放送
- 特集企画（突撃!会社訪問シリーズ、イケメン★ハンターなど）
- Mr.Good Lifeが行く!
- ウタ旅

## 途中で終了したコーナー
- 阿蘇の時間 aso no jikan
- マーガリンの教えてクマモトGourmet - 地域雑誌『ナッセ』とのタイアップコーナーで、熊本の飲食店をマーガリンが紹介。2009年3月28日まで土曜日 16:55 - 17:00に単独番組として放送されていたものを本番組内コーナーにしたもので、同年4月11日放送分から内包。2週間に1回のペースで放送。5月9日放送分からは映像がハイビジョン化された。2010年3月28日放送分をもって終了。

## 放送時間
（以下、JST）
- 土曜日 11:35 - 12:00 （2009年4月4日 - 2009年9月26日）
- 日曜日 11:45 - 12:30 （2009年10月4日 - 2010年3月28日）
- 日曜日 10:30 - 11:25 （2010年4月4日 - 2011年3月27日）
  - 2009年10月25日には第27回全日本大学女子駅伝放送のために放送を休止。
  - 2010年2月14日にはバンクーバーオリンピック「フリースタイルモーグル女子予選・決勝」放送のために放送を休止。
  - 2010年2月28日には9:00 - 11:50まで東京マラソン2010放送のために15分遅れの12:00からの放送で、「いきなり85分やっちゃいますスペシャル」と題し、放送枠を40分拡大して13:25まで放送した。
  - 2010年6月6日には8:00 - 11:25まで『MAKE THE FUTURE 2010地球を救う!?とんでもない人グランプリ』放送のために1時間20分遅れの11:50 - 13:20の放送で、日テレ系ecoウィークに連動して環境問題をテーマにした90分の拡大版『ココSmile特別編 ココからのeco』を放送した。番組収録は、通常の蔦屋書店熊本三年坂イベントスペースではなく、水辺プラザかもと（山鹿市鹿本町）からだった。
  - 2010年6月28日には8:00 - 10:00まで2010 FIFAワールドカップデイリー『さんまが選ぶ前半戦名場面SP!』放送に伴い、通常前枠番組の『誰だって波瀾爆笑』が10:00 - 10:55の放送だった。そのため、25分遅れの10:55からの放送となり、11:25までの30分間の短縮放送となった。
  - 2010年8月29日には『24時間テレビ33 「愛は地球を救う」』放送のために放送を休止。
  - 2011年3月20日には11日に起きた東日本大震災の影響により、予定していた番組内容を変更して放送。番組収録は、通常の蔦屋書店熊本三年坂イベントスペースではなく、KKTのスタジオでの収録だった。またこの日の放送では、番組からの重大発表として、翌週3月27日の放送をもって番組を終了することを発表した。なお、番組終了後の翌週以降は本番組の内容をリニューアル・出演者を一新した毎週土曜日9:30 - 10:25放送の『Saturday ココSmile サタデココ』にコンセプトが引き継がれているが、これまでの蔦屋書店熊本三年坂イベントスペースなどのスタジオ収録はなくほとんどが取材先からのリポートがメインとなっている。

## テーマ曲
熊本県宇城市出身のシンガーソングライター・際田まみが番組テーマソングやCM前に流すサウンドロゴを担当している。オープニング・エンディングテーマ曲は以下の通り。
- オープニング：「Happy Story」
- エンディング：「虹」

## スタッフ
（2010年4月以降）
- 音声：浜野孝嗣、山村昌平
- 編集：田内和裕
- MA：松下星輪
- ディレクター：瀬口美夕紀、山田美幸、松崎正裕
- 総合演出：岩上雅明
- アシスタントプロデューサー：久保賢治
- プロデューサー：古庄剛
- 制作協力：ジェイ・ムーブ
- 製作著作：KKTくまもと県民テレビ